# Wladimir Klöpfer
Wladimir Klöpfer (* 15. Januar 1875 im Gouvernement Livland, Russisches Kaiserreich; † 4. Mai 1936 in Odessa, Sowjetunion) war ein russlanddeutscher römisch-katholischer Geistlicher und Märtyrer.

## Leben
Wladimir Klöpfer, der aus einer adeligen Familie stammte, wurde 1875 im Bereich der heutigen Staaten Lettland und Estland geboren. Er studierte Theologie an der Geistlichen Akademie Sankt Petersburg und wurde 1910 zum Priester der Orthodoxen Kirche geweiht. Da er sich zum katholischen Glauben hingezogen fühlte und dies offen bekannte, wurde er in das Kiewer Höhlenkloster verbannt. 1924 trat er zur Katholischen Kirche über und feierte fortan die Messe nach dem orientalischen Ritus. Er war Seelsorger in Brailow und ab August 1926 Vikar in Cherson. Im Februar 1930 wurde er ein erstes Mal verhaftet (zusammen mit Augustin Baumtrog) und wieder freigelassen. Als angebliches „Mitglied einer konterrevolutionären Organisation“ am 27. August 1935 neuerdings verhaftet, wurde er am 21. Februar 1936 zu 7 Jahren Arbeitslager verurteilt und starb am 4. Mai desselben Jahres im Gefängnis in Odessa.

## Gedenken
Die Römisch-katholische Kirche in Deutschland nahm Pfarrer Wladimir Klöpfer als Märtyrer in das deutsche Martyrologium des 20. Jahrhunderts auf.